# اولریش ویفرس
اولریش ویفرس (آلمانی: Ulrich Viefers؛ زادهٔ ۲۶ مهٔ ۱۹۷۲) قایقران روئینگ اهل آلمان است.